# 止止呂支比売命神社
止止呂支比売命神社（とどろきひめみことじんじゃ）は、大阪府大阪市住吉区にある神社。式内社で、旧社格は村社。

## 祭神
- 素戔嗚尊
- 稲田姫尊

## 歴史
創建年代は不明。社名のトドロキとは当時の境内にあった橋の名前から由来していると考えられる。また、稲田姫を『止止呂支比売』（トドロキヒメ）と呼んだことから由来する説や境内に流れていた小川がせせらぐ音、『轟く』（トドロキ）から転訛したことが由来とする説もある。延喜式神名帳では小社に列している。
元々は住吉大社の摂社（奥の院）であったとされる。1220年(承久2年）に行われた後鳥羽天皇による熊野詣の際に、住吉大社神主である津守経国によって境内の松林内に行宮を立てられ「若松御所」と呼ばれたことから、若松宮あるいは若松神社と称すようになった。

## 境内
- 若松行宮趾の碑
- 天水分豊浦命社社号標石（大阪市指定文化財）

## 境内社
- 天水分豊浦命神社（祭神：三宝荒神（天水分命、奥津彦命、奥津姫命）、大国主命、事代主命）

式内社で、旧社格は無格社。霰松原荒神社とも呼ばれ、元々は大阪市住之江区安立2丁目に鎮座していたが1907年（明治40年）に合祀された。

## 祭礼
- 春祭（鎮火祭）　4月8日
- 夏祭 　　　　　 7月11日12日
- 秋祭　　　　　　10月7日8日
- 冬祭（鎮火祭）　12月8日

## 現地情報
所在地
- 大阪府大阪市住吉区沢之町1-10-4

交通アクセス
- 最寄駅：南海高野線沢ノ町駅下車後、徒歩約1分